# Хиетаниеми (кладбище)

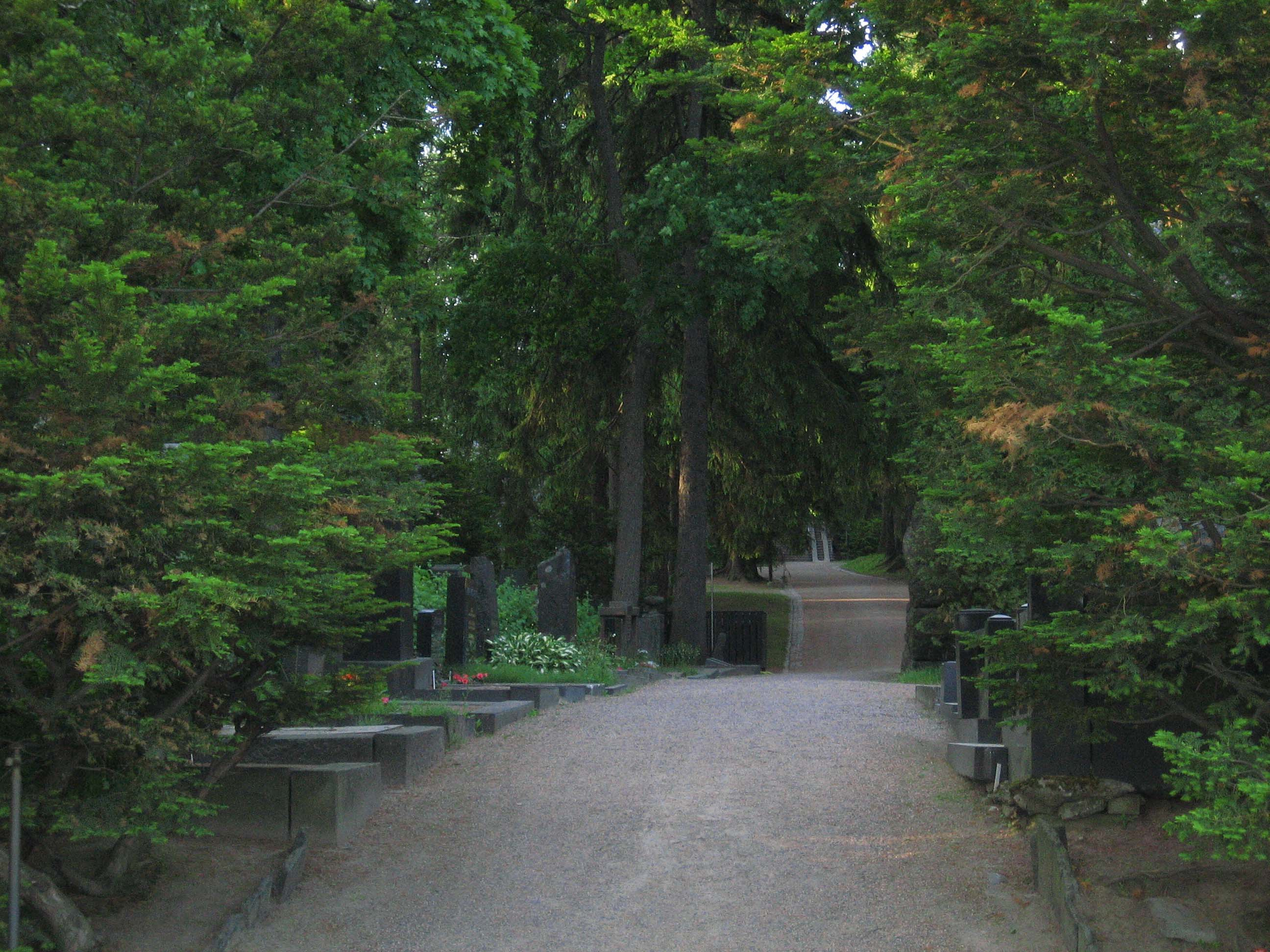
Кладбище Хиетаниеми, юго-западная часть

Хи́етаниеми (фин. Hietaniemen hautausmaa; швед. Sandudds begravningsplats) — государственное кладбище в Хельсинки, столице Финляндии.
Включает в себя большое военное кладбище с секцией могил солдат, погибших в Зимней войне (1939—1940), Второй мировой войне (1941—1944) и Лапландской войне (1944—1945). В центре военного кладбища находятся могилы неизвестного солдата и маршала Карла Маннергейма.
В переводе с финского Хиетаниеми означает «песчаная коса», такое название кладбище получило в связи с тем, что оно находится на мысе, расположенном в центре Хельсинки.
Кладбище является популярной туристической достопримечательностью, особенно среди финнов, посещающих могилы родственников, погибших в войнах, или могилы знаменитых финнов, похороненных здесь.
Четыре других кладбища непосредственно граничат с Хиетаниеми, составляя с ним единый комплекс: еврейское кладбище, исламское кладбище, «Большое» православное кладбище и Никольское православное кладбище.

## Известные захоронения
См. также Категория:Похороненные на кладбище Хиетаниеми.
Президенты Финляндии
- Каарло Юхо Стольберг
- Лаури Кристиан Реландер
- Ристо Рюти
- Карл Густав Эмиль Маннергейм
- Юхо Кусти Паасикиви
- Юрхо Кекконен
- Мауно Койвисто
- Мартти Ахтисаари[1]

Финские деятели искусств
- Алвар Аалто, архитектор
- Элиса Аалто, архитектор
- Аксели Голлен-Каллела, художник
- Альберт Гебхард, художник
- Эйла Хультунен, скульптор
- Оке Линдман, актёр, кинорежиссёр

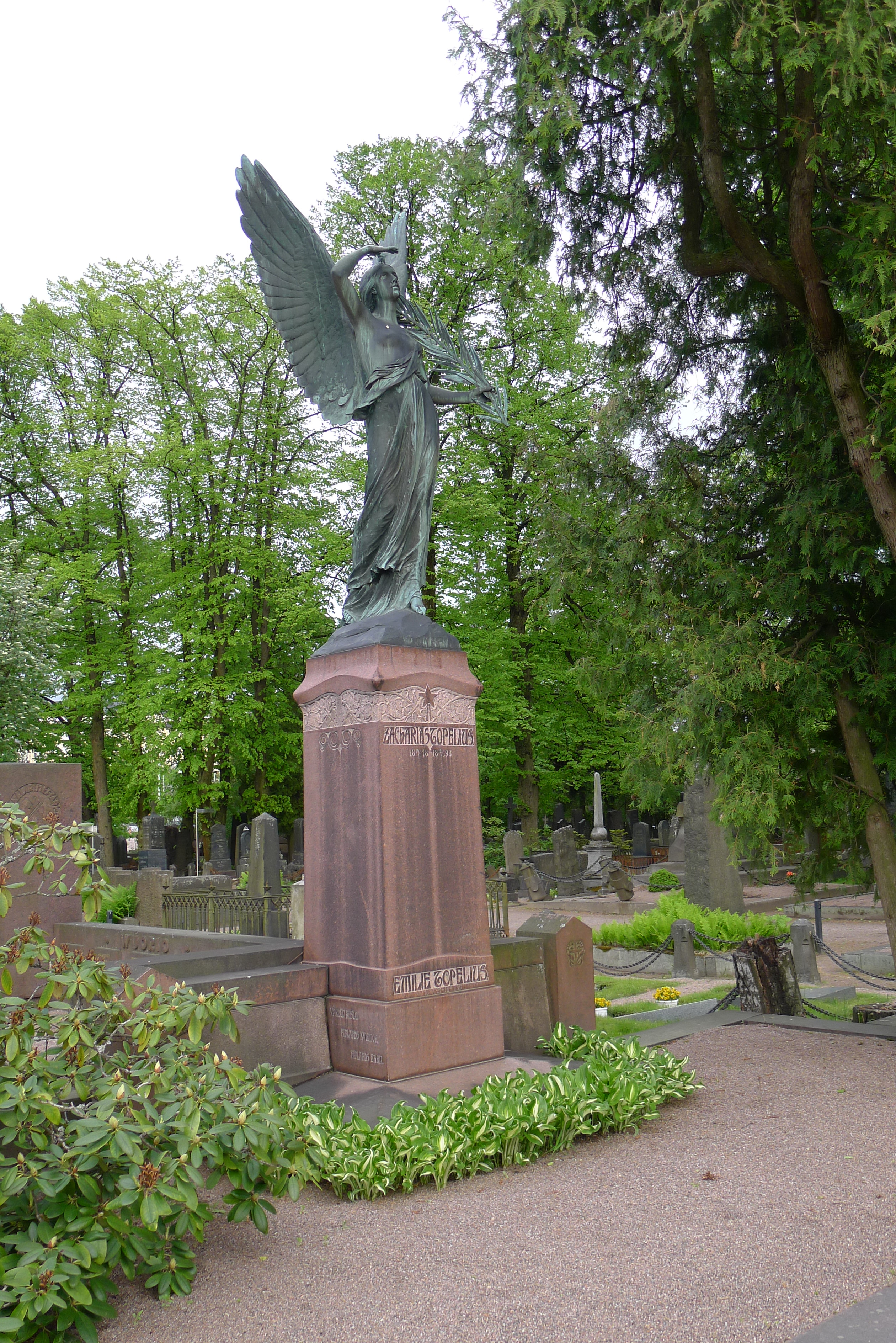
Могила Сакариаса Топелиуса

- Айно Аалто, архитектор, первая жена Алвара Аалто
- Уско Мериляйнен, композитор, искусствовед
- Селим Пальмгрем, композитор
- Тимо Сарпанема, дизайнер
- Мика Валтари, писатель
- Тапио Вирrкала, дизайнер
- Сольвейг фон Шульц писательница
- Альберт Эдельфельт, художник
- Туве Янсон (1914—2001), финская писательница
- Ээро Ярнефельт, художник
- Сакариас Топелиус, писатель

Остальные персоны
- Отто Доннер, лингвист и политик
- Адольф Эрнрут, генерал
- Карл-Август Фагерхольм, политик
- Ахти Карьялайнен, политик и президент Банка Финляндии
- Кейо Лиинамаа, премьер-министр

Другие национальности
- Анна Вырубова, фрейлина, русская
- Жорж де Годзинский, композитор, русский
- Артур Сирк, политик, эстонец
- Фредерик Пациус, композитор, немец
- Карл Людвиг Энгель, архитектор, немец